# Mount Wintour
Mount Wintour är ett berg i Kanada.   Det ligger i provinsen Alberta, i den centrala delen av landet, 2 900 km väster om huvudstaden Ottawa. Toppen på Mount Wintour är 2 371 meter över havet.
Terrängen runt Mount Wintour är kuperad österut, men västerut är den bergig. Trakten runt Mount Wintour är nära nog obefolkad, med mindre än två invånare per kvadratkilometer.. Det finns inga samhällen i närheten. 
I omgivningarna runt Mount Wintour växer i huvudsak barrskog.